# Piper longum
Pimienta larga (Piper longum) es una planta Magnoliophyta de la familia de las Piperaceae, cultivada por su fruto, que se emplea generalmente seco como especia y condimento. La pimienta larga es un pariente cercano de la planta de la pimienta negra, y tiene un gusto parecido, aunque más picante. La palabra proviene del sánscrito pippali. 

## Características
El fruto de la pimienta larga consiste en un conjunto de diminutos frutos, cada uno del tamaño de una semilla de amapola; que residen encajados en la superficie de la inflorescencia; se asemeja a los amentos del  avellano. Otra especie de pimienta larga, Piper retrofractum, es nativa de la isla de Java.

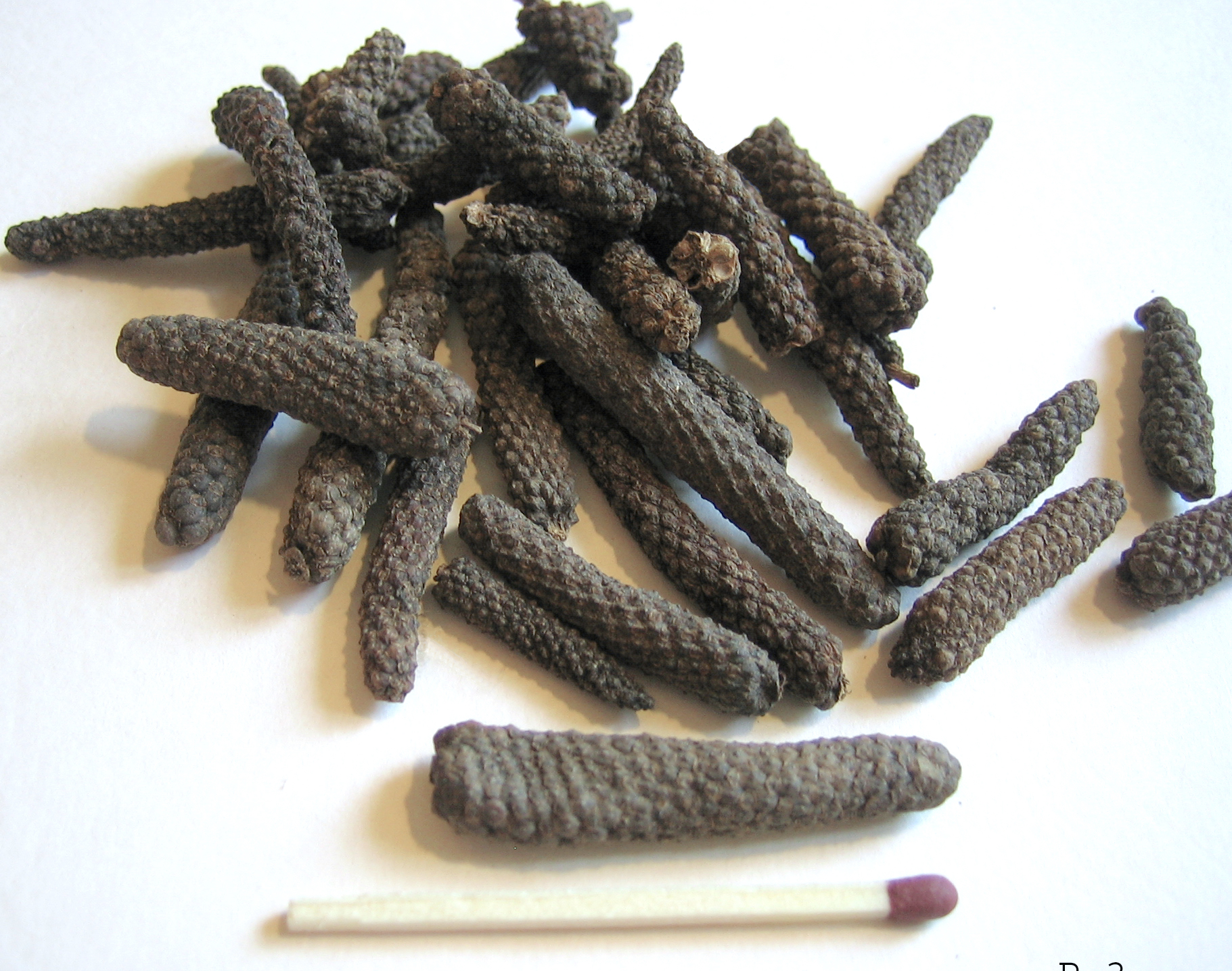
Frutos secados de la pimienta larga.

## Taxonomía
Piper longum fue descrita por Carlos Linneo y publicado en Species Plantarum 1: 29. 1753.
Sinonimia
- Chavica longa H.Karst.
- Chavica roxburghii Miq.
- Chavica sarmentosa Miq.
- Piper roxburghii (Miq.) J.Presl[2]